# Golam Policz
Golam Policz (bułg. Голям Полич) – szczyt pasma górskiego Riła, w Bułgarii, o wysokości 2615 m n.p.m.